# Monique Mathieu
Pour les articles homonymes, voir Mathieu.
Monique Mathieu Frenaud, née le 30 décembre 1927 à Paris et morte le 22 septembre 2024 à Bussy-le-Grand, est une relieuse et éditrice de livres artistiques française.

## Biographie
Née à Paris le 30 décembre 1927, Monique Mathieu passe son enfance et son adolescence à Montmirail. Sa mère pratique la reliure en amateur. 
À Paris, elle étudie l'histoire de l'art à l'Institut d'art et d'archéologie puis apprend la reliure, et ouvre en 1957 son premier atelier au 54 de la rue Mazarine.
En 1961, elle reçoit le prix Rose Adler au concours de « reliures de bibliophiles à caractère économique » organisé au pavillon de Marsan par la Société de la reliure originale. Même si elle continue la pratique de la reliure en artisan, les commandes de bibliophiles commencent avec les soutiens de Jean Parizel, Renaud Gillet, Lucien Scheler, Daniel Filipacchi ou Aimé Maeght, et deviennent régulières.
En 1962, la bibliothèque littéraire Jacques-Doucet lui commande une reliure et, en 1965, à la bibliothèque nationale de France quinze de ses reliures figurent à l'exposition de la Société de la reliure originale, dont elle devient membre de 1967 à 1972.
En 1977, la Bibliothèque nationale de France lui commande une première reliure puis l'expose en 1978 en même temps que Georges Leroux et Jean de Gonet.

### Vie privée
En 1971, elle épouse André Frénaud rencontré en 1964. Ils achètent en 1974 une maison à Bussy-le-Grand où un atelier est aménagé.

## Expositions personnelles
- 1972 : Ascona, Galleria del Bel Libro[5]
- 1981 : Paris, Librairie Giraud-Badin[6]
- 1992-1993 : Bruxelles, Bibliotheca Wittockiana[7]
- 2002 : Paris, Bibliothèque nationale de France